# 最中

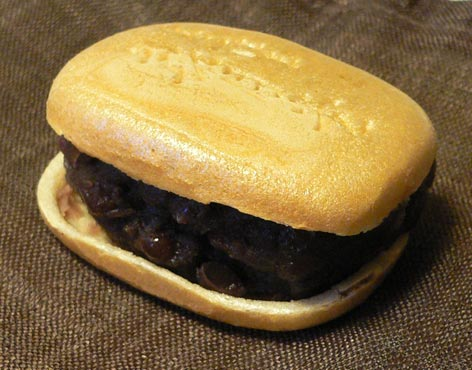
最中

最中是一種日本甜食，做法是將糯米粉溶於水中桿成薄皮，放入模型中烤製成型，最後再將紅豆餡填入烤好的外皮中。原本以外皮包著紅豆內餡才稱為最中，現在裡頭包著其他食材的食物也能稱為最中。
「最中」最早是平安時代皇宮內的御用點心，宮廷在中秋時都會舉行賞月宴會，並準備圓形的點心，歌人源順對著明月吟唱「水面明月影，中秋月正圓」（水の面に　照る月なみを　かぞふれば　今宵ぞ秋の　最中なりける），因而得名「最中」（もなか，正圓之意），現在最中除了圓形外亦有其他不同外型。

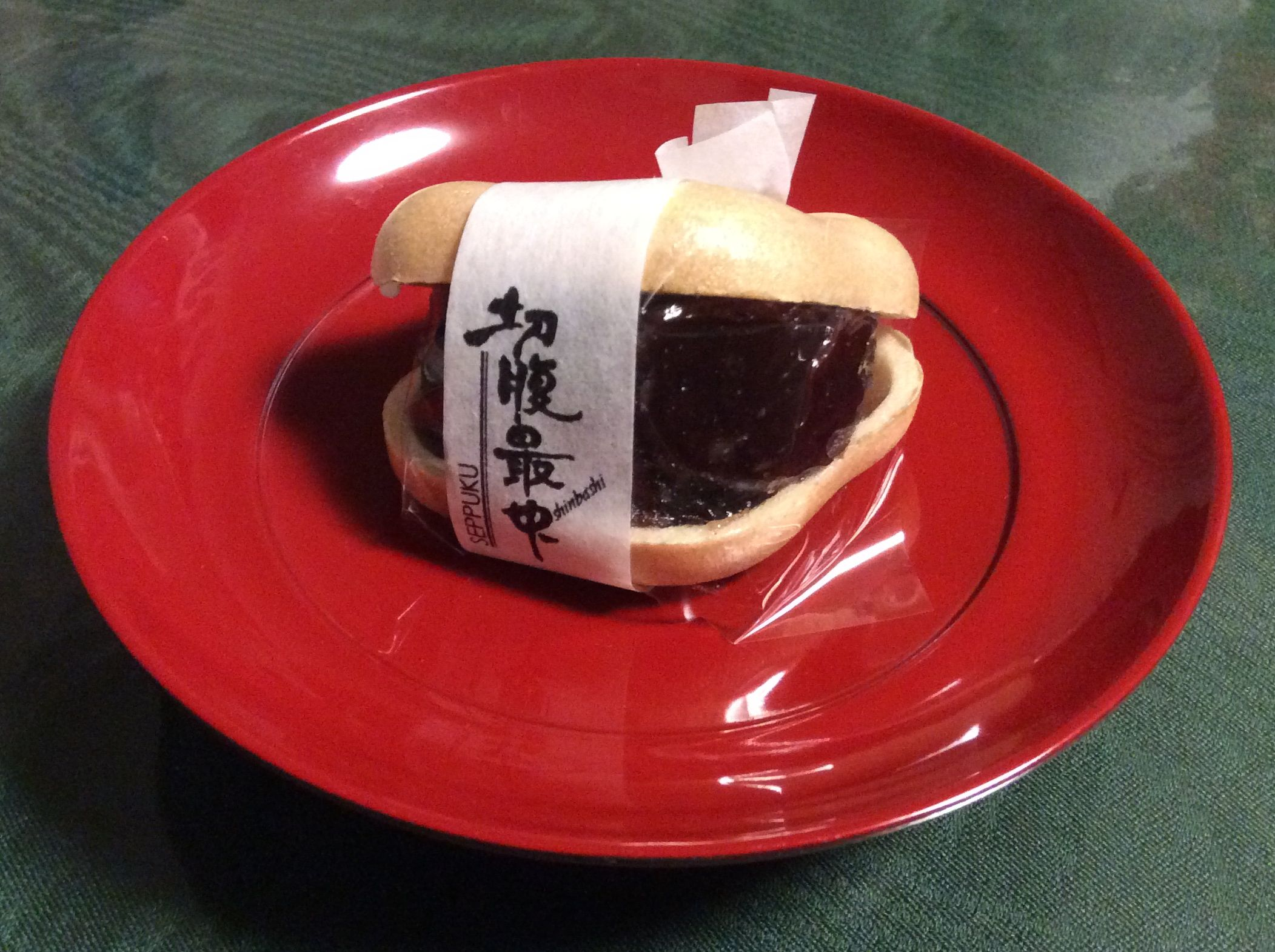
切腹最中

東京新橋和菓子老舖「新正堂」開發的「切腹最中」，經常做為工作犯錯時的謝罪伴手禮。